# Baie de Seine

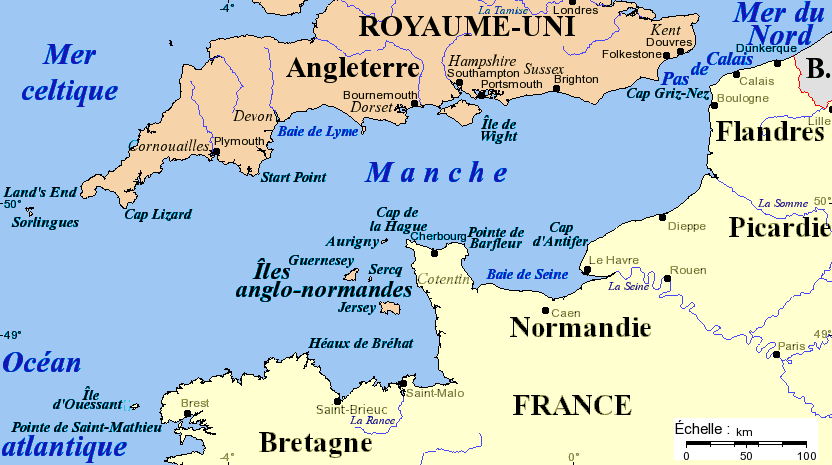
Baie de Seine

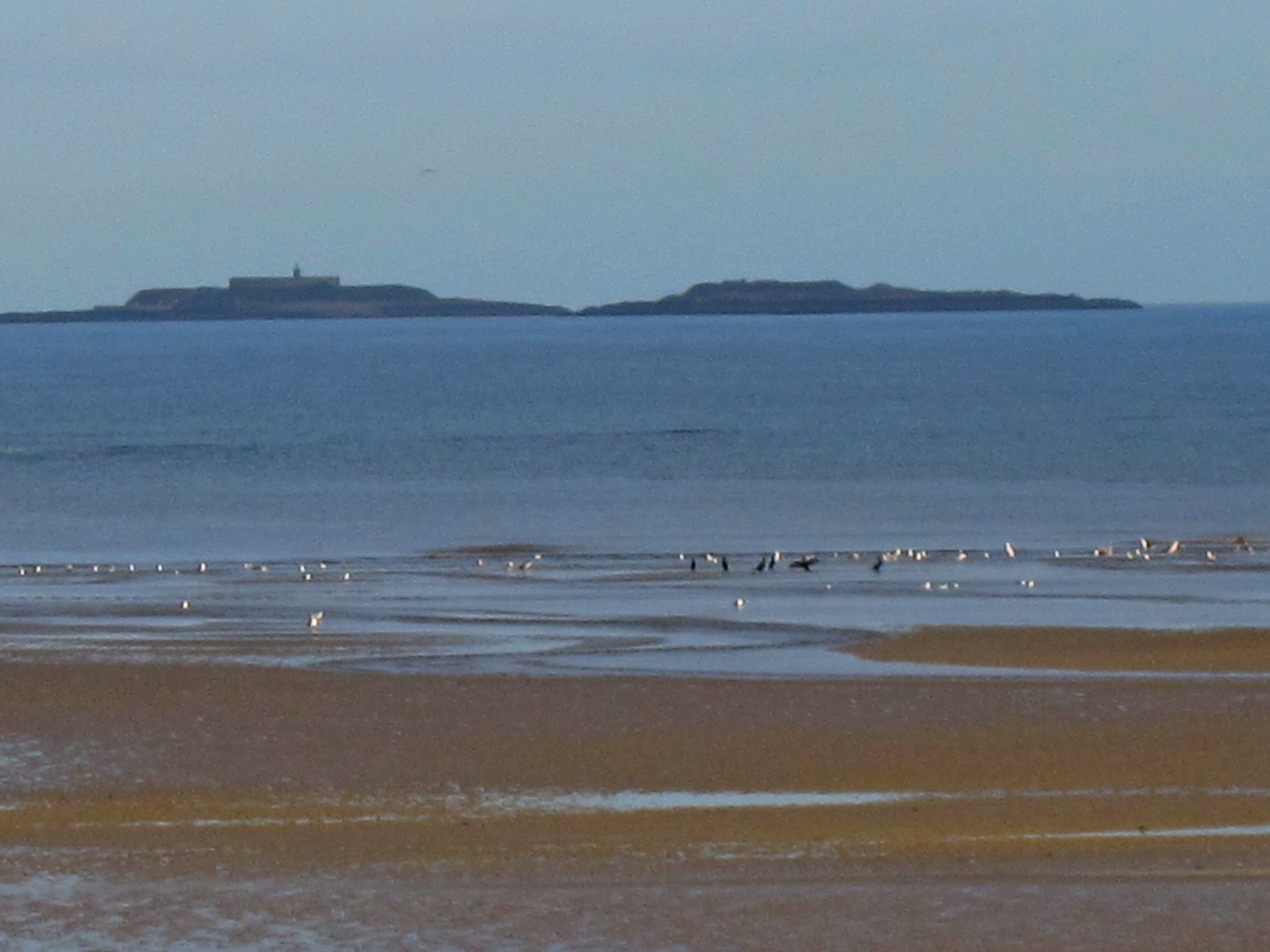
Aussicht auf die Inseln Saint-Marcouf, die von Ravenoville aus gesehen werden.

Die Baie de Seine (deutsch Bucht der Seine), selten auch Baie de la Seine, liegt am Ärmelkanal und umfasst die Mündung der Seine. Sie erstreckt sich vom Pointe de Barfleur in der Gemeinde Gatteville-le-Phare nördlich von Barfleur auf der Halbinsel Cotentin im Westen, bis zum Cap de la Hève bei Le Havre im Osten. Gelegentlich wird die Bezeichnung Baie de Seine auf den Bereich der Seinemündung eingeschränkt, also auf die Küste zwischen Deauville und Le Havre.
Die Baie de Seine weist eine größere Einbuchtung namens Baie des Veys zwischen den Départements Manche und Calvados auf. In der Baie de Seine befinden sich die in der Bucht von Les Veys vor der Küste der Halbinsel Cotentin gelegene kleine Inselgruppe Saint-Marcouf. Es gibt auch die Insel Tatihou vor Saint-Vaast-la-Hougue.

## Geologie
Die Baie de Seine liegt hauptsächlich im Pariser Becken. Nur im Nordwesten, zwischen Saint-Vaast-la-Hougue und Pointe de Barfleur gehört die Küste zum armorikanischen Massiv. Beim Pointe de Barfleur kommen Granite zum Aufschluss.
Die Îles Saint-Marcouf bestehen aus armorikanischem Sandstein und gehören also zum armorikanischen Massif.

## Küstenorte

### Städte mit mehr als 10000 Einwohnern
- Le Havre

### Einwohnerzahl zwischen 5000 und 9999
- Deauville
- Gonfreville-l’Orcher
- Harfleur
- Honfleur
- Sainte-Adresse
- Trouville-sur-Mer

### Einwohnerzahl zwischen 1000 und 4999
- Rogerville

### Orte mit weniger als 1000 Einwohnern
- Sandouville